# Columbus (Wisconsin)
Columbus ist eine Stadt (mit dem Status „City“) im Columbia und zu einem kleinen Teil im Dodge County im US-amerikanischen Bundesstaat Wisconsin. Im Jahr 2010 hatte Columbus 4991 Einwohner.
Columbus ist Bestandteil der Metropolregion Madison.

## Geografie
Columbus liegt im südlichen Zentrum Wisconsins beiderseits des Crawfish River, einem Nebenfluss des in den Mississippi mündenden Rock River. Die geografischen Koordinaten von Columbus sind 43°20′17″ nördlicher Breite und 89°00′55″ westlicher Länge. Das Stadtgebiet erstreckt sich über eine Fläche von 11,01 km².
Benachbarte Orte von Columbus sind Beaver Dam (21 km nordöstlich), Lowell (17,9 ka östlich), Reeseville (17,3 km ostsüdöstlich), Waterloo (19,6 km südlich), Marshall (23,9 km südsüdwestlich) und Fall River (6,6 km nordnordwestlich).
Die nächstgelegenen größeren Städte sind Green Bay am Michigansee (173 km nordöstlich), Wisconsins größte Stadt Milwaukee (119 km ostsüdöstlich), Chicago in Illinois (242 km südsüdöstlich), Rockford in Illinois (146 km südlich), Wisconsins Hauptstadt Madison (44,6 km südwestlich), Rochester in Minnesota (340 km in westnordwestlich) und Eau Claire (289 km nordwestlich).

## Verkehr
Entlang des nordwestlichen Stadtrandes verläuft der U.S. Highway 151. Im Stadtgebiet treffen der Wisconsin State Highways 16, 60, 73 und 89 zusammen. Alle weiteren Straßen sind untergeordnete Landstraßen, teils unbefestigte Fahrwege oder innerörtliche Verbindungsstraßen.
In Nordwest-Südost-Richtung verläuft eine Eisenbahnstrecke der Canadian Pacific Railway durch Columbus.
Der nächste größere Flughafen ist der Dane County Regional Airport in Madison (40,7 km südwestlich).

## Bevölkerung
Nach der Volkszählung im Jahr 2010 lebten in Columbus 4991 Menschen in 2123 Haushalten. Die Bevölkerungsdichte betrug 453,3 Einwohner pro Quadratkilometer. In den 2123 Haushalten lebten statistisch je 2,33 Personen.
Ethnisch betrachtet setzte sich die Bevölkerung zusammen aus 95,7 Prozent Weißen, 0,9 Prozent Afroamerikanern, 0,3 Prozent amerikanischen Ureinwohnern, 0,6 Prozent Asiaten sowie 1,1 Prozent aus anderen ethnischen Gruppen; 1,4 Prozent stammten von zwei oder mehr Ethnien ab. Unabhängig von der ethnischen Zugehörigkeit waren 3,3 Prozent der Bevölkerung spanischer oder lateinamerikanischer Abstammung.
24,1 Prozent der Bevölkerung waren unter 18 Jahre alt, 61,8 Prozent waren zwischen 18 und 64 und 14,1 Prozent waren 65 Jahre oder älter. 51,2 Prozent der Bevölkerung war weiblich.

## Bekannte Bewohner
- James T. Lewis (1819–1904) – neunter Gouverneur von Wisconsin (1864–1866)[8] – lebte jahrelang in Columbus
- Gerry Whiting Hazelton (1829–1920) – republikanischer Abgeordneter des US-Repräsentantenhauses (1871–1875)[9] – lebte jahrelang in Columbus